# 华硕UMPC R2H
华硕UMPC R2H为华硕所推出的超级移动电脑之一，也是最早推出的一款超级移动电脑。华硕UMPC R2H拥有多个型号，每个型号分为三个不同价格的款式。目前一般的华硕UMPC R2H款式拥有40GB的硬盘、一个130万像素摄像头、蓝牙2.0模块以及内置GPS导航等。目前预装的华硕UMPC R2H一般为Windows XP操作系统，使用英特尔提供的CPU。

## 相关报道
- （简体中文）苹果很郁闷!Mac OS X竟能在UMPC华硕R2H上运行
- （简体中文）预期的两倍华硕UMPC R2H销量达4万_笔记本_华硕笔记本_天极Yesky
- （简体中文）仅7英寸华硕UMPC R2H迷你笔记本------易虎数码网（页面存档备份，存于）

## 链接
- 超级移动电脑
- 华硕